# Aviosuperfici e idrosuperfici d'Italia
Di seguito sono elencate, rispettivamente, in ordine alfabetico per regione e in tabella, le aviosuperfici e le idrosuperfici italiane riconosciute dall'Ente nazionale per l'aviazione civile (ENAC).

## Aviosuperfici

### Abruzzo
- Aviosuperficie Avio 40 - Luco dei Marsi (AQ)
- Aviosuperficie Celano - Celano (AQ)
- Aviosuperficie Il Pratone - Carsoli (AQ)
- Aviosuperficie L'Aquila - Poggio Picenze (AQ)
- Aviosuperficie La porta delle aquile - Alanno (PE)
- Aviosuperficie Parchi d'Abruzzo - Corfinio (AQ)
- Aviosuperficie Val Vibrata - Corropoli (TE)
- Aviosuperficie Villa Selva Airpark - Civitella del Tronto (TE)

### Basilicata
- Aviosuperficie Enrico Mattei - Pisticci (MT)
- Aviosuperficie Falcone - Villaggio Gaudiano (PZ)
- Aviosuperficie Grumentum - Grumento Nova (PZ)
- Aviosuperficie Pantano di Pignola - Pignola (PZ)

### Calabria
- Aviosuperficie Alicalabria - Rombiolo (VV)
- Aviosuperficie Cosenza - Bisignano (CS)
- Aviosuperficie Franca - Cotronei (KR)
- Aviosuperficie Pasquale Domestico - Castrovillari (CS)
- Aviosuperficie Scalea - Scalea (CS)
- Aviosuperficie Sibari Fly - Cassano all'Ionio (CS)

### Campania
- Aviosuperficie Acerra -  Acerra (CE)
- Aviosuperficie Alivallo - Teggiano (SA)(Superficie sospesa a tutti gli usi)
- Aviosuperficie Altavilla Airfield - Altavilla Silentina (SA)
- Aviosuperficie Area 69 - Pontelatone (CE)
- Aviosuperficie del sole - Pontecagnano Faiano (SA)
- Aviosuperficie Ditellandia - Castel Volturno (CE)
- Aviosuperficie Fly Club - Sant'Agata de' Goti (BN)
- Aviosuperficie La Selva - Vitulazio (CE)
- Aviosuperficie Skyufita - Frigento (AV)
- Aviosuperficie Oasi di Peppe - Capaccio Paestum (SA)
- Aviosuperficie Benevento-Olivola - Benevento
- Aviosuperficie Rains Club - Caiazzo (CE)
- Aviosuperficie Umberto Nobile - Sessa Aurunca (CE)
- Aviosuperficie Volturno Fly - Limatola (BN)

### Emilia-Romagna
- Aviosuperficie Aeroclub Piacenza - Gragnano Trebbiense (PC)
- Aviosuperficie Ali di Classe - Lido di Classe (RA)
- Aviosuperficie Aviodelta - Felino (PR)
- Aviosuperficie Banda Bassotti - Concordia sulla Secchia (MO)
- Aviosuperficie Castellazzo - Reggio Emilia
- Aviosuperficie Cortina di Alseno - Alseno (PC)
- Aviosuperficie Deltaland - San Possidonio (MO)
- Aviosuperficie Estense Aer Club - Finale Emilia (MO)
- Aviosuperficie Friel Ostellato - Ostellato (FE)
- Aviosuperficie Guglielmo Zamboni - Ozzano dell'Emilia (BO)
- Aviosuperficie Il Gabbione - Conselice (RA)
- Aviosuperficie Il Go - Agazzano (PC)
- Aviosuperficie Le Caninaglie - Agazzano (PC)
- Aviosuperficie Lyra 34 - Lugo (RA)
- Aviosuperficie Molinella - Molinella (BO)
- Aviosuperficie Reno Air Club - Argelato (BO)
- Aviosuperficie Rubbiano - Solignano (PR)
- Aviosuperficie Santarcangelo - Santarcangelo di Romagna (RN)
- Aviosuperficie Sassuolo - Sassuolo (MO)
- Aviosuperficie Tabularia - Poviglio (RE)
- Aviosuperficie Valle Gaffaro - Codigoro (FE)
- Aviosuperficie Vraglia - Imola (BO)

### Friuli-Venezia Giulia
| Denominazione - Comune                                          | Latitudine/Longitudine | Quota (m) |
| --------------------------------------------------------------- | ---------------------- | --------- |
| Aviosuperficie Al Casale - Casali Loreto-Codroipo (UD)          | 45.98490/12.92399      |           |
| Aviosuperficie AS 77 - Mortegliano (UD)                         | 45.96042/13.20632      |           |
| Aviosuperficie Associazione Volo Chiasiellis - Mortegliano (UD) | 45.94512/13.20992      |           |
| Aviosuperficie Fly & Joy - Premariacco (UD)                     | 46.06810/13.37047      |           |
| Aviosuperficie La Comina - Pordenone                            | 45.99183/12.65432      |           |
| Aviosuperficie Piancada - Palazzolo dello Stella (UD)           | 45.76424/13.07432      |           |
| Aviosuperficie Pittini A.V.R.O. - Osoppo (UD)                   | 46.23377/13.07270      |           |
| Aviosuperficie Pravisdomini - Pravisdomini (PN)                 | 45.82185/12.68415      |           |
| Aviosuperficie Trivignano Udinese - Trivignano Udinese (UD)     | 45.93089/13.36316      |           |

### Lazio
- Aviosuperficie Ali Nettuno - Nettuno (RM)
- Aviosuperficie Alicocco - Ferentino (FR)
- Aviosuperficie Alisoriano - Soriano nel Cimino (VT)
- Aviosuperficie Alituscia - Vejano (VT)
- Aviosuperficie Amici del Volo - Alvito (FR)
- Aviosuperficie Arma - Nettuno (RM)
- Aviosuperficie Aviocaipoli - Gallicano nel Lazio (RM)
- Aviosuperficie Carocci - Nepi (VT)
- Aviosuperficie Condor - Latina
- Aviosuperficie Divinangelo Primo - Sezze (LT)
- Aviosuperficie Easy Flyte - Capena (RM)
- Aviosuperficie Fiano Romano - Fiano Romano (RM)
- Aviosuperficie Fly Center - Aprilia (LT)
- Aviosuperficie Fly Roma - Monte Compatri (RM)
- Aviosuperficie Fonte di Papa - Roma
- Aviosuperficie Gallese Santa Lucia - Gallese (VT)
- Aviosuperficie Giardini di Corcolle - Roma
- Aviosuperficie La Bagnara - Monte San Giovanni Campano (FR)
- Aviosuperficie La Celsetta - Campagnano di Roma (RM)
- Aviosuperficie La Torre - Artena (RM)
- Aviosuperficie Monti della Tolfa - Tolfa (RM)
- Aviosuperficie Ocria - Orte (VT)
- Aviosuperficie Pegaso Club 2000 - Pontinia (LT)
- Aviosuperficie Pegaso Flying Club - Ceccano (FR)
- Aviosuperficie Ponte Galeria LIAD - Roma
- Aviosuperficie di Roma Nord Capena - Capena (RM)
- Aviosuperficie Sabaudia - Sabaudia (LT)
- Aviosuperficie San Lazzaro - Tuscania (VT)
- Aviosuperficie Santa Bruna - Corchiano (VT)
- Aviosuperficie Santo Stefano - Anguillara Sabazia (RM)
- Aviosuperficie Tucano - Fiano Romano (RM)
- Aviosuperficie Umiltà - Nepi (VT)
- Aviosuperficie Vall'Ornara - Roma
- Aviosuperficie Valle Santa - Rieti
- Aviosuperficie Vallicella - Sutri (VT)

### Liguria
- Non sono presenti aviosuperfici riconosciute dall'ENAC

### Lombardia
- Aviosuperficie Airone - Origgio (VA)
- Aviosuperficie Albairate - Albairate (MI)
- Aviosuperficie Cogliate - Cogliate (MB)
- Aviosuperficie Baialupo - Cassano d'Adda (MI)
- Aviosuperficie Caiolo - Caiolo (SO)
- Aviosuperficie Carzago Riviera - Calvagese della Riviera (BS)
- Aviosuperficie Cascina Permuta - Vigevano (PV)
- Aviosuperficie Cascina Viscontina - Vigevano (PV)
- Aviosuperficie Ceresara - Ceresara (MN)
- Aviosuperficie Città di Curtatone - Curtatone (MN)
- Aviosuperficie Club Astra - Mezzana Bigli (PV)
- Aviosuperficie Dovera - Dovera (CR)
- Aviosuperficie Ea del parco - Anzano del Parco (CO)
- Aviosuperficie Eroma - Lonato del Garda (BS)
- Aviosuperficie Kong - Monte Marenzo (LC)
- Aviosuperficie La Ceriella - Castello d'Agogna (PV)
- Aviosuperficie La Speziana - Spessa (PV)
- Aviosuperficie Le Panizze - Lonato del Garda (BS)
- Aviosuperficie Lodi - Cornegliano Laudense (LO)
- Aviosuperficie Luciano Sorlini S.p.A. - Calvagese della Riviera (BS)
- Aviosuperficie Massalengo - Cornegliano Laudense (LO)
- Aviosuperficie Navigli - Abbiategrasso (MI)
- Aviosuperficie Naviglio Grande - Massalengo (LO)
- Aviosuperficie Padenghe - Moniga del Garda (BS)
- Aviosuperficie Pradelle - Torbole Casaglia (BS)
- Aviosuperficie Punto Volo Torlino - Torlino Vimercati (CR)
- Aviosuperficie Quattroruote - Vidigulfo (PV)
- Aviosuperficie Rocca Bertana - Rodigo (MN)
- Aviosuperficie Rosangeles - Rosate (MI)
- Aviosuperficie San martino di Ceresara - Ceresara (MN)
- Aviosuperficie Santa Lucia - Comezzano-Cizzago (BS)
- Aviosuperficie Settefrati - Rodigo (MN)
- Aviosuperficie Silvio Scaroni - Bedizzole (BS)
- Aviosuperficie Umberto Mascioni - Cuvio (VA)
- Aviosuperficie Vigarolo - Borghetto Lodigiano, fraz. Vigarolo (LO)
- Aviosuperficie Volare Onlus - Ghedi (BS)
- Aviosuperficio Caladan - Arzago d'Adda (BG)

### Marche
- Aviosuperficie Del Fermano - Fermo
- Aviosuperficie Bore in Chienti - Corridonia (MC)
- Aviosuperficie Guido Paci - Montegiorgio (FM)
- Aviosuperficie Madonna di Loreto - Recanati (MC)
- Aviosuperficie Rancia - Tolentino (MC)
- Aviosuperficie San Cassiano - Fabriano (AN)
- Aviosuperficie Sant'Anna - Montecassiano (MC)
- Aviosuperficie Tronto - Monteprandone (AP)
- Aviosuperficie Valcesano - Monte Porzio (PU)

### Molise
- Aviosuperficie base aerea della protezione civile - Campochiaro (CB)

### Piemonte
- Aviosuperficie Acqui Terme - Acqui Terme (AL)
- Aviosuperficie Alpe Meggiana - Piode (VC)
- Aviosuperficie Angiale - Vigone (TO)
- Aviosuperficie Astigiana - Castello di Annone (AT)
- Aviosuperficie Boglietto - Costigliole d'Asti (AT)
- Aviosuperficie Ca' Lunga - Pezzolo Valle Uzzone (CN)
- Aviosuperficie Casaleggio - Casaleggio Novara (NO)
- Aviosuperficie Cascina Grecia - Cuceglio (TO)
- Aviosuperficie Cascina Valentino - Envie (CN)
- Aviosuperficie Castelnuovo Don Bosco - Castelnuovo Don Bosco (AT)
- Aviosuperficie Chavez Marini - Masera (VB)
- Aviosuperficie Cumiana - Cumiana (TO)
- Aviosuperficie Francavilla Bisio - Francavilla Bisio (AL)
- Aviosuperficie Garzigliana - Garzigliana (TO)
- Aviosuperficie Gattinara - Gattinara (VC)
- Aviosuperficie Giancarlo Filippi - Mondovì (CN)
- Aviosuperficie Il picchio - Borgo Ticino (NO)
- Aviosuperficie Marc Ingegno - Varallo (VC)
- Aviosuperficie Marini-Geo Chavez - Masera (VB)
- Aviosuperficie Megolo - Pieve Vergonte (VB)
- Aviosuperficie Moncucco Vische - Vische (TO)
- Aviosuperficie Montalto Dora - Montalto Dora (TO)
- Aviosuperficie Pegasus - Busano (TO)
- Aviosuperficie Pianfei - Pianfei (CN)
- Aviosuperficie Piovera - Piovera (AL)
- Aviosuperficie Prati Nuovi - Mazzè (TO)
- Aviosuperficie San Michele - Fontaneto d'Agogna (NO)
- Aviosuperficie Tortona - Tortona (AL)
- Aviosuperficie Valentino - Castelletto Stura (CN)

### Puglia
- Aviosuperficie Aerotre - Manduria (TA)
- Aviosuperficie Antares - San Pietro Vernotico (BR)
- Aviosuperficie Capitano Pilota Saverio Tedesco - San Giovanni Rotondo (FG)
- Aviosuperficie Ceraso - Altamura (BA)
- Aviosuperficie Corte - Melpignano (LE)
- Aviosuperficie Esperti - Cellino San Marco (BR)
- Aviosuperficie Fondone - Lecce
- Aviosuperficie Marchese - Lucera (FG)
- Aviosuperficie Melendugno - Melendugno (LE)
- Aviosuperficie Monticchio - Pulsano (TA)
- Aviosuperficie Santa Chiara - Nardò (LE)
- Aviosuperficie Tenuta Tannoia - Andria

### Sardegna
- Aviosuperficie Aliquirra - Perdasdefogu (NU)
- Aviosuperficie Amici dell'aria - Settimo San Pietro (CA)
- Aviosuperficie Antica Sardegna - Castiadas (SU)
- Aviosuperficie Avielsar - Villaputzu (SU)
- Aviosuperficie di Dorgali - Dorgali (NU)
- Aviosuperficie Girasole - Girasole (NU)
- Aviosuperficie La tana del volo - Siliqua (SU)
- Aviosuperficie Loelle - Buddusò (SS)
- Aviosuperficie Lu Scupaglio - Posada (NU)
- Aviosuperficie Pista Vada Costa Paradiso - Trinità d'Agultu e Vignola (SS)
- Aviosuperficie Platamona - Sassari
- Aviosuperficie Stintino - Stintino (SS)
- Aviosuperficie Torre Foghe - Tresnuraghes (OR)
- Aviosuperficie XPTZ - Decimoputzu (SU)

### Sicilia
- Aviosuperficie Airone - Gela (CL)
- Aviosuperficie Agrigento Airfield - Favara (AG)
- Aviosuperficie Aquila Solitaria - Caltanissetta
- Aviosuperficie Aretusa Fly - Canicattini Bagni (SR)
- Aviosuperficie Avola - Avola (SR)
- Aviosuperficie Bovarella - Salemi (TP)
- Aviosuperficie Calatabiano - Calatabiano (CT)
- Aviosuperficie Etna Volo - Fiumefreddo di Sicilia (CT)
- Aviosuperficie Fly Team Paceco - Paceco (TP)
- Aviosuperficie Giubiliana - Ragusa
- Aviosuperficie Maletto Fly - Maletto (CT)
- Aviosuperficie Marano - Pietraperzia (EN)
- Aviosuperficie Marina di Modica - Modica (RG)
- Aviosuperficie Massarotti - Caltagirone (CT)
- Aviosuperficie Minotaurus e Medusa - Caronia (ME)
- Aviosuperficie Paternò  - Paternò (CT)
- Aviosuperficie Ramacca Margherito - Ramacca (CT)
- Aviosuperficie Rinaura - Siracusa
- Aviosuperficie Sorvoliamo - Comiso (RG)
- Aviosuperficie Tenuta La Fenice - Caltanissetta
- Aviosuperficie Terranova - Menfi (AG)

### Toscana
- Aviosuperficie Aero Club Valdarno - Cavriglia (AR)
- Aviosuperficie Aliscarlino - Scarlino (GR)
- Aviosuperficie Avio Club Chiusdino - Chiusdino (SI)
- Aviosuperficie Bolgheri - Castagneto Carducci (LI)
- Aviosuperficie Casenovole - Civitella Paganico (GR)
- Aviosuperficie Cecina - Cecina (LI)
- Aviosuperficie Serristori - Castiglion Fiorentino (AR)
- Aviosuperficie Club Ibis - Campiglia Marittima (LI)
- Aviosuperficie Collina - Borgo San Lorenzo (FI)
- Aviosuperficie Costa d'argento - Orbetello (GR)
- Aviosuperficie Dedalo - Scarlino (GR)
- Aviosuperficie Delta Condor - Massarosa (LU)
- Aviosuperficie Empoli - Empoli (FI)
- Aviosuperficie Flying Buttero - Manciano (GR)
- Aviosuperficie Galliano - Barberino di Mugello (FI)
- Aviosuperficie Grecciano - Collesalvetti (LI)
- Aviosuperficie Grosseto - Grosseto
- Aviosuperficie Il Borro - Terranuova Bracciolini (AR)
- Aviosuperficie Il Gabbiano - San Vincenzo (Italia) (LI)
- Aviosuperficie Il pinguino - Quarrata (PT)
- Aviosuperficie Il Terriccio - Cecina (LI)
- Aviosuperficie La filanda - Pergine Valdarno (AR)
- Aviosuperficie Le Prata - San Giuliano Terme (PI)
- Aviosuperficie Livorno-Grecciano - Collesalvetti (LI)
- Aviosuperficie Massimo Costa - San Vincenzo (LI)
- Aviosuperficie Mensanello - Colle di Val d'Elsa (SI)
- Aviosuperficie Montecchio Vesponi - Castiglion Fiorentino (AR)
- Aviosuperficie Pian d'Alma - Castiglione della Pescaia (GR)
- Aviosuperficie Porta della Maremma - Cecina (LI)
- Aviosuperficie Piombino - Piombino (LI)
- Aviosuperficie Pratello - Peccioli (PI)
- Aviosuperficie Punta Ala - Castiglione della Pescaia (GR)
- Aviosuperficie Renzo Storai - Vicchio (FI)
- Aviosuperficie Rotocenter - Castelfranco di Sotto (PI)
- Aviosuperficie San Sepolcro - Sansepolcro (AR)
- Aviosuperficie Siena - Sovicille (SI)
- Aviosuperficie Terra del sole - Grosseto
- Aviosuperficie Tuscany Flight - San Miniato (PI)
- Aviosuperficie Valdera - Capannoli (PI)
- Aviosuperficie Valdichiana - Sinalunga (SI)
- Aviosuperficie Vivoli - Massa Marittima (GR)

### Trentino-Alto Adige
- Aviosuperficie Colli in Casies - Valle di Casies (BZ)
- Aviosuperficie Costa - Corvara in Badia (BZ)
- Aviosuperficie San Genesio - San Genesio Atesino (BZ)
- Aviosuperficie Sarentino - Sarentino (BZ)
- Aviosuperficie del Tonale - Vermiglio (TN)

### Umbria
- Aviosuperficie Aligubbio - Gubbio (PG)
- Aviosuperficie Ali Libere - Castel Ritaldi (PG)
- Aviosuperficie Alfina - Castel Viscardo (TR)
- Aviosuperficie Alvaro Leonardi - Terni
- Aviosuperficie A.S.D. Fly Felix Montemelino - Magione (PG)
- Aviosuperficie Castelvieto - Corciano (PG)
- Aviosuperficie Castiglion del Lago - Castiglione del Lago (PG)
- Aviosuperficie Cianoccio - Castiglione del Lago (PG)
- Aviosuperficie il Corvo - Deruta (PG)
- Aviosuperficie Fly Club - Terni
- Aviosuperficie Gualdo Tadino - Gualdo Tadino (PG)
- Aviosuperficie Luigi Belardinelli - Città di Castello (PG)
- Aviosuperficie Marco Cantarini - Pietralunga (PG)
- Aviosuperficie Montefalco - Montefalco (PG)
- Aviosuperficie Narni - Narni (TR)
- Aviosuperficie Panicarola - Panicale (PG)
- Aviosuperficie Peter Pan - Marsciano (PG)
- Aviosuperficie Piedimonte - Acquasparta (TR)
- Aviosuperficie Pierantonio - Umbertide (PG)
- Aviosuperficie Pista Delfina - Trevi (PG)
- Aviosuperficie Sagrantino - Gualdo Cattaneo (PG)
- Aviosuperficie San Giorgio di Cascia - Cascia (PG)
- Aviosuperficie San Terenziano - Gualdo Cattaneo (PG)
- Aviosuperficie Sant'Illuminato - Città di Castello (PG)
- Aviosuperficie Santa Maria Rossa - Perugia
- Aviosuperficie Todi - Todi (PG)
- Aviosuperficie Trasimeno - Castiglione del Lago (PG)
- Aviosuperficie Walter Ratticchieri - Todi (PG)

### Valle d'Aosta
- Aviosuperficie Aosta - Saint-Christophe (AO)
- Aviosuperficie Chamois - Chamois (AO)

### Veneto
- Aviosuperficie Ali sul Graticolato - Camposampiero (PD)
- Aviosuperficie AliCaorle - Caorle (VE)
- Aviosuperficie Arca - San Zenone degli Ezzelini (TV)
- Aviosuperficie Arcadia - Pastrengo (VR)
- Aviosuperficie Area 51 (Il campo è stato chiuso[senza fonte]) - Mestrino (PD)
- Aviosuperficie di Bagnoli di Sopra - Bagnoli di Sopra (PD)
- Aviosuperficie Bibione Agriturismo Toniatti - San Michele al Tagliamento (VE)
- Aviosuperficie Ca del Fior - Eraclea (VE)
- Aviosuperficie Caposile - San Donà di Piave (VE)
- Aviosuperficie Cassola - Cassola (VI)
- Aviosuperficie Colli Euganei - Pozzonovo (PD)
- Aviosuperficie Coraine - Caprino Veronese (VR)
- Aviosuperficie Francesco Baracca - Nervesa della Battaglia (TV)
- Aviosuperficie Friola di Pozzoleone - Pozzoleone (VI)
- Aviosuperficie G. Carrer - Salgareda (TV)
- Aviosuperficie Garda Est - Garda (VR)
- Aviosuperficie Gen. Daciano Colbachini - Montegaldella (VI)
- Aviosuperficie Goffredo Costa - San Giorgio in Bosco (PD)
- Aviosuperficie Grave di Papadopoli - Spresiano (TV)
- Aviosuperficie Il Ranch - Piazzola sul Brenta (PD)
- Aviosuperficie Malcom - Longarone (BL)
- Aviosuperficie Marchesane - Bassano del Grappa (VI)
- Aviosuperficie Marinafly - San Michele al Tagliamento (VE)
- Aviosuperficie Montagnana - Montagnana (PD)
- Aviosuperficie Montebelluna - Montebelluna (TV)
- Aviosuperficie Montegaldella - Montegaldella (VI)
- Aviosuperficie Parco Livenza - San Stino di Livenza (VE)
- Aviosuperficie Pegaso - Campolongo Maggiore (VE)
- Aviosuperficie San Felice - Borgo Valbelluna (BL)
- Aviosuperficie San Giuseppe - Vidor (TV)
- Aviosuperficie Sant'Apollinare - Rovigo
- Aviosuperficie Skydive Venice - San Stino di Livenza (VE)
- Aviosuperficie Stella - Fiesso Umbertiano (RO)

## Idrosuperfici[1]
| Nome                                                       | Corpo idrico       | Località           | Regione        | In uso |
| ---------------------------------------------------------- | ------------------ | ------------------ | -------------- | ------ |
| Idrosuperficie Lago delle Nazioni "M.llo Francesco Agello" | Lago delle Nazioni | Comacchio, Ferrara | Emilia-Romagna | Sì     |
| Idrosuperficie di Lenno                                    | Lago di Como       | Lenno, Como        | Lombardia      | Sì     |
| Idrosuperficie di Porlezza                                 | Lago di Lugano     | Porlezza, Como     | Lombardia      | Sì     |
| Idrosuperficie di Pusiano                                  | Lago di Pusiano    | Pusiano, Como      | Lombardia      | Sì     |